# Alex Neil (Fußballspieler)
Alexander Francis „Alex“ Neil (* 9. Juni 1981 in Bellshill) ist ein ehemaliger schottischer Fußballspieler und aktueller -trainer.

## Spielerkarriere
Alex Neil begann seine Spielerlaufbahn in der Scottish First Division 1999/2000 beim schottischen Zweitligisten Airdrieonians FC. Im Juli 2000 wechselte er zum englischen Zweitligisten FC Barnsley, mit dem er 2001/02 in die dritte Liga abstieg. In den zwei anschließenden Spielzeiten verpasste der Verein die Rückkehr in die zweite Liga.
Am 29. Juli 2004 unterschrieb Neil einen Vertrag beim englischen Viertligisten Mansfield Town, den er nach nur einer Saison wieder verließ, um sich im August 2005 dem schottischen Zweitligisten Hamilton Academical anzuschließen. Seine erste Spielzeit in Schottland beendete er mit seinem neuen Verein als Tabellendritter. In der Scottish First Division 2007/08 gewann Neil mit seinem Team den Meistertitel und sicherte sich damit den Aufstieg in die erste Liga. Nachdem der Klassenverbleib in den ersten zwei Spielzeiten in der Scottish Premier League erreicht worden war, stieg der Verein 2010/11 als Tabellenletzter wieder in die zweite Liga ab.

## Trainerkarriere

### Hamilton Academical
Am 6. April 2013 wurde Neil interimsweise als Spielertrainer bei Hamilton Academical verpflichtet, nachdem sich der Verein vom langjährigen Trainer Billy Reid getrennt hatte. Am 24. Mai 2013 wurde er nach fünf Siegen in sieben Spielen die fest angestellt. In seiner ersten vollständigen Spielzeit als Spielertrainer führte er sein Team als Tabellenzweiter der Scottish Championship 2013/14 in die Play-offs und erreichte im Entscheidungsspiel gegen den Vorletzten der Scottish Premiership 2013/14 Hibernian Edinburgh den Aufstieg in die erste Liga.

### Norwich City
Nach einem guten Start in die Scottish Premiership 2014/15 nahm Neil am 9. Januar 2015 nach knapp zehn Jahren in Hamilton ein Angebot des englischen Zweitligisten Norwich City an und wurde neuer Trainer des Premier-League-Absteigers. Mit seinem neuen Team gelang ihm in der Football League Championship 2014/15 ein guter Start. Dank fünf Siegen in fünf Spielen im Februar 2015 wurde er als Manager des Monats der zweiten Liga ausgezeichnet. Neil führte Norwich als Tabellendritter in die Play-offs und sicherte sich durch einen 2:0-Finalerfolg über den FC Middlesbrough den Aufstieg in die Premier League. Als Tabellenvorletzter stieg der Verein ein Jahr später wieder aus der Premier League 2015/16 ab. Nachdem City in der Saison 2016/17 nicht wie erhofft um die direkte Rückkehr in die erste Liga mitspielte, gab der Verein am 10. März 2017 die Trennung von Alex Neil bekannt.

### Preston North End
Am 4. Juli 2017 wurde Neil als neuer Trainer des Zweitligisten Preston North End vorgestellt. Nach mehreren Mittelfeldplatzierungen wurde er im März 2021 entlassen, nachdem das Team aus den neun vorangegangenen Ligaspielen nur ein Sieg geholt hatte. Die Mannschaft stand zu diesem Zeitpunkt auf dem 16. Tabellenplatz, neun Punkte vor den Abstiegsrängen.

### AFC Sunderland
Im Februar 2022 wurde Neil als neuer Trainer des Drittligisten AFC Sunderland vorgestellt, der zum Zeitpunkt der Übernahme auf dem vierten Tabellenplatz lag. Mit seiner neuen Mannschaft beendete er die EFL League One 2021/22 als Tabellenfünfter und zog damit in die Aufstiegs-Play-offs ein. Nach einem Erfolg über Sheffield Wednesday im Halbfinale (1:0 und 1:1), erreichte der AFC Sunderland das Finale in Wembley. Dort bezwang das Team von Alex Neil die Wycombe Wanderers mit 2:0 und stieg damit in die zweithöchste englische Spielklasse auf.

### Stoke City
Bereits Ende August 2022 verließ Neil Sunderland wieder und wechselte zum Ligakonkurrenten Stoke City, bei dem er einen Dreijahresvertrag unterzeichnete. Sein Vorgänger Michael O’Neill war kurz zuvor im Anschluss an eine 0:1-Heimniederlage gegen das von Neil betreute Sunderland entlassen worden. Im Dezember 2023 wurde er auf Tabellenplatz 20 liegend gemeinsam mit seinem Co-Trainer Martin Canning entlassen.

### FC Millwall
Ende Dezember 2024 übernahm Neil den Cheftrainerposten beim Zweitligisten FC Millwall.

### Erfolge
- Aufstieg in die Premier League: 2014/15
- Aufstieg in die EFL Championship: 2021/22
- Aufstieg in die erste schottische Liga: 2007/08, 2013/14